# Port Vincent
Port Vincent – wieś w Stanach Zjednoczonych, w stanie Luizjana, w parafii Livingston.